# Cerro Acotango
Cerro Acotango är ett berg i Bolivia. Det ligger i den västra delen av landet, 400 km väster om huvudstaden Sucre. Toppen på Cerro Acotango är 6 052 meter över havet, eller 977 meter över den omgivande terrängen. Bredden vid basen är 7,8 km. Cerro Acotango ingår i Nevados de Quimsachata.
Terrängen runt Cerro Acotango är kuperad åt nordost, men åt sydväst är den bergig. Trakten runt Cerro Acotango är nära nog obefolkad, med mindre än två invånare per kvadratkilometer.. Det finns inga samhällen i närheten. 
Omgivningarna runt Cerro Acotango är i huvudsak ett öppet busklandskap.